# Fantezie cromatică și fugă
| Fantezie · |
| Fugă ·     |

Fantezie cromatică și fugă BWV 903 este o lucrare pentru clavecin de Johann Sebastian Bach, compusă probabil în perioada 1717–1723 când era muzician la Köthen. A fost considerată drept o capodoperă unică încă din timpul vieții lui Bach. Denumirea cromatică se explică prin caracteristicile piesei; ea nu a fost dată de Bach ci a apărut ulterior. În interpretările moderne instrumentul preferat este adesea pianul.